# Cabbage Tree Bay Aquatic Reserve
Cabbage Tree Bay Aquatic Reserve ist ein Meerespark im australischen Bundesstaat New South Wales bei Manly, einem Stadtteil von Sydney.

## Schutzgebiet
Der Meerespark liegt auf der Nordseite der Landzunge North Head und hat eine Fläche von 17 Hektar. Nordwestlich angrenzend befindet sich der Sandstrand Manly Beach, ein beliebtes Touristenziel mit fünf bis acht Millionen Besuchern pro Jahr. Im Osten des Meeresschutzgebietes befindet sich zudem der Sandstrand Shelly Beach und weiter östlich des Meeresparks die Shelly Beach Headland Intertidal Protected Area. Noch ein Stück weiter südlich liegt der Sydney-Harbour-Nationalpark.
Das felsige Ufer der Cabbage Tree Bay war von 1993 bis 2002 eine Intertidal Protected Area („Gezeitenschutzgebiet“). Der Meerespark wurde 2002 ausgewiesen. Er ist eine „No-Take“-Zone, d. h. es darf weder Fischfang betrieben noch Meerestiere und -pflanzen anderweitig entnommen oder beschädigt werden. Dies umfasst auch tote Organismen. Freizeitaktivitäten wie Baden und Tauchen sind dagegen erlaubt. Nach der Weltdatenbank über geschützte Gebiete (WDPA) hat der Meerespark die IUCN-Kategorie II. Er wird vom New South Wales Department of Primary Industries verwaltet.

## Flora und Fauna
Das Cabbage Tree Bay Aquatic Reserve umfasst mit dem Sandstrand im Osten, dem felsigen Ufer im Süden sowie den Riffen, Seegraswiesen und Tangwäldern verschiedene Lebensräume auf einem kleinen Gebiet. Es wurde auch eine noch kleine Kolonie von Steinkorallen der Art Pocillopora aliciae in der Bucht gefunden. Diese kommen eigentlich nur in tropischen Gewässern vor, jedoch verschiebt sich das Verbreitungsgebiet durch die globale Erwärmung.
Im Meeresschutzgebiet wurden über 160 verschiedene Fischarten und etwa 50 Arten wirbelloser Meerestiere verzeichnet. Eine häufig vorkommende Fischart ist beispielsweise Achoerodus viridis aus der nur zwei Arten umfassenden Gattung der Riesenlippfische. Sie bevorzugt die felsigen Riffe zwischen Fairy Bower Beach und Manly Beach auf der Südseite des Meeresparks. Die Weibchen sind braun bis rötlich-braun, größere wandeln sich zu Männchen, insbesondere wenn in einer Gruppe Männchen fehlen, und bekommen eine kräftige blaue Färbung. Ebenfalls anzutreffen ist die Junkerlippfischart Pseudojuloides elongatus, die neben dem Südwestpazifik in zwei nicht zusammenhängenden subtropischen bis gemäßigten Gebieten in Westaustralien und Japan vorkommt, wohingegen andere Arten der Gattung Pseudojuloides in tropischen Bereichen des Indopazifiks verbreitet sind.
Auch einige tropische Fischarten gelangen mit dem Ostaustralstrom in den Meerespark. Ein Beispiel dafür ist der Halfterfisch. Er tritt in der Bucht im Frühling bis Sommer auf, nachdem er als Larve im Ostaustralstrom gen Süden die Küste von New South Wales entlang gereist ist. Zu den vorkommenden wirbellosen Tieren im Meerespark zählt unter anderem Goniobranchus splendidus, eine Prachtsternschneckenart.

Tiere im Cabbage Tree Bay Aquatic Reserve
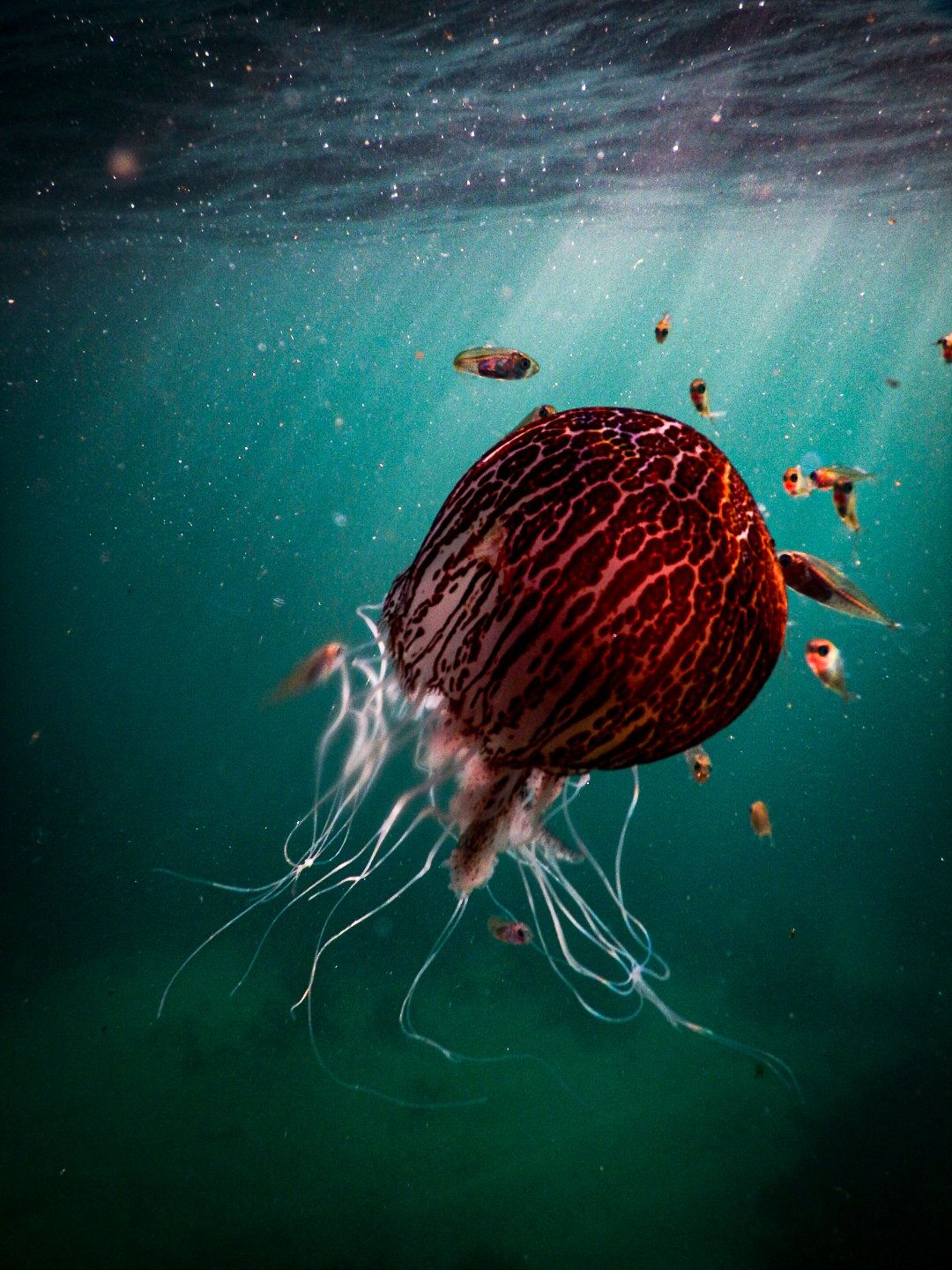
Schirmqualle
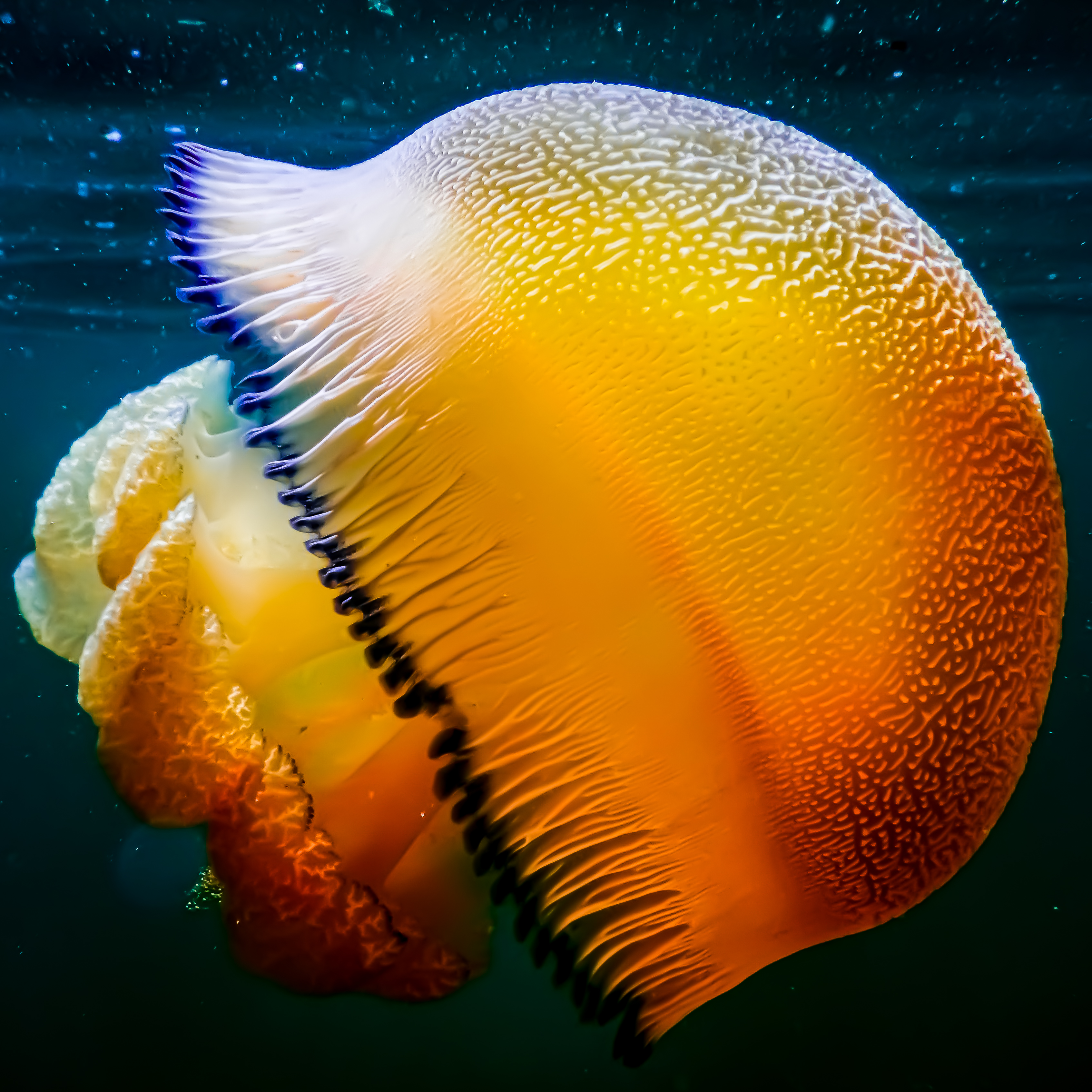
Schirmqualle
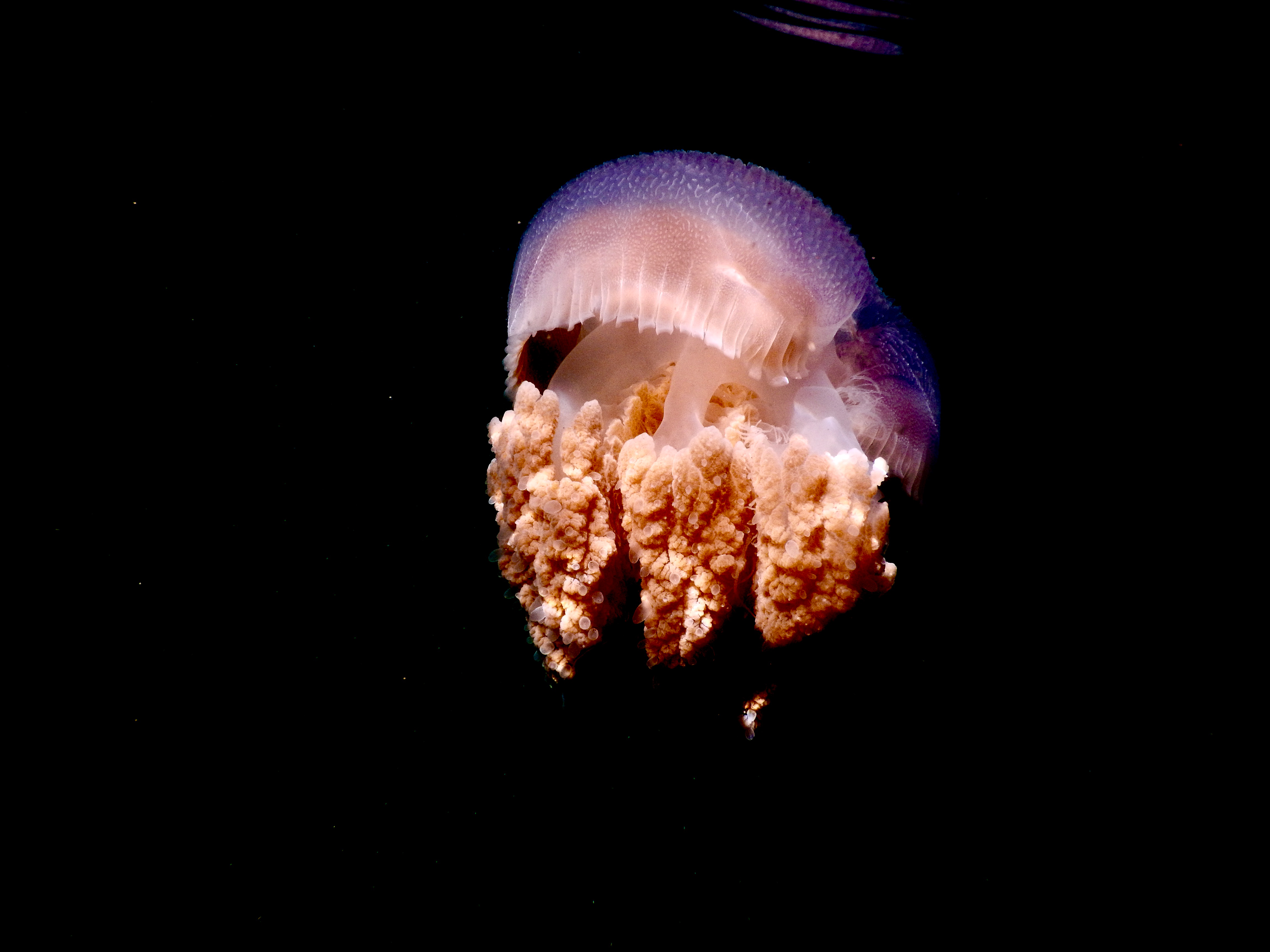
Kreuzqualle (Catostylus mosaicus)
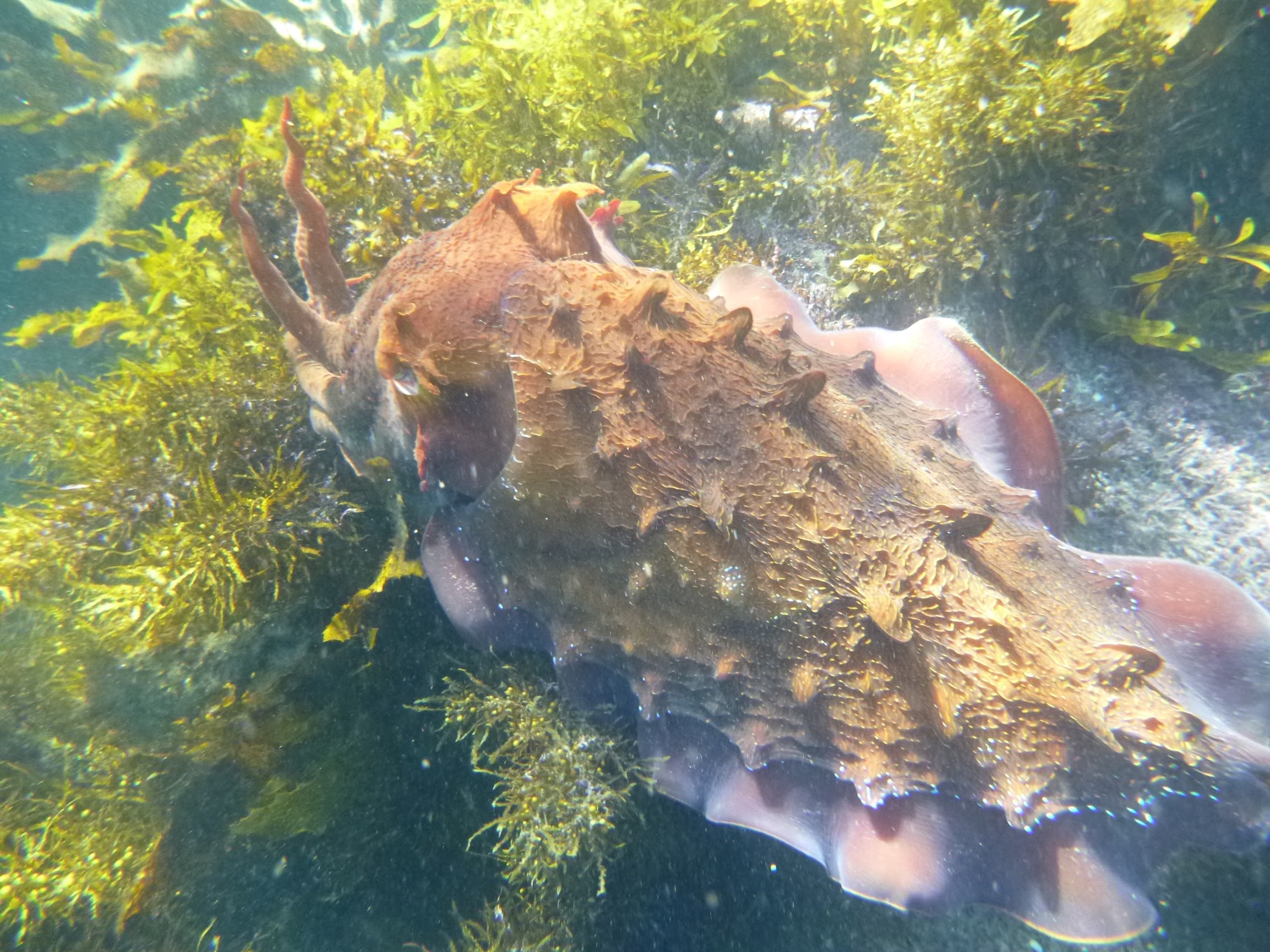
Riesensepia (potentiell gefährdet)
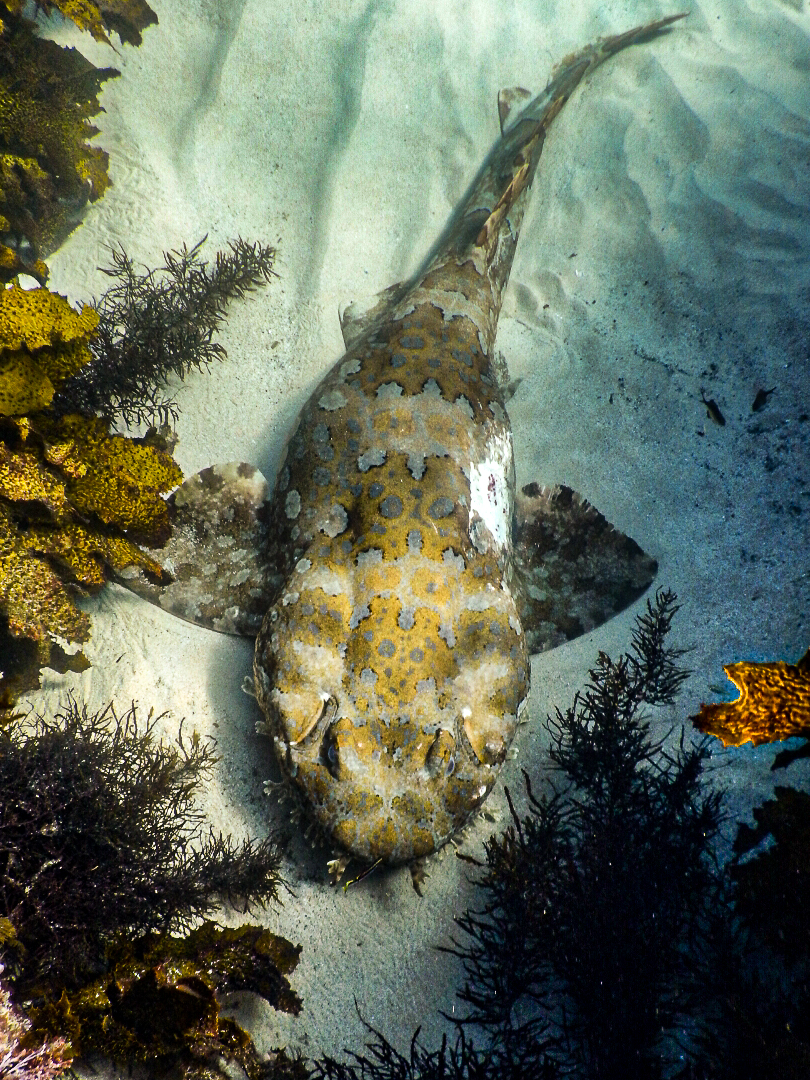
Teppichhai
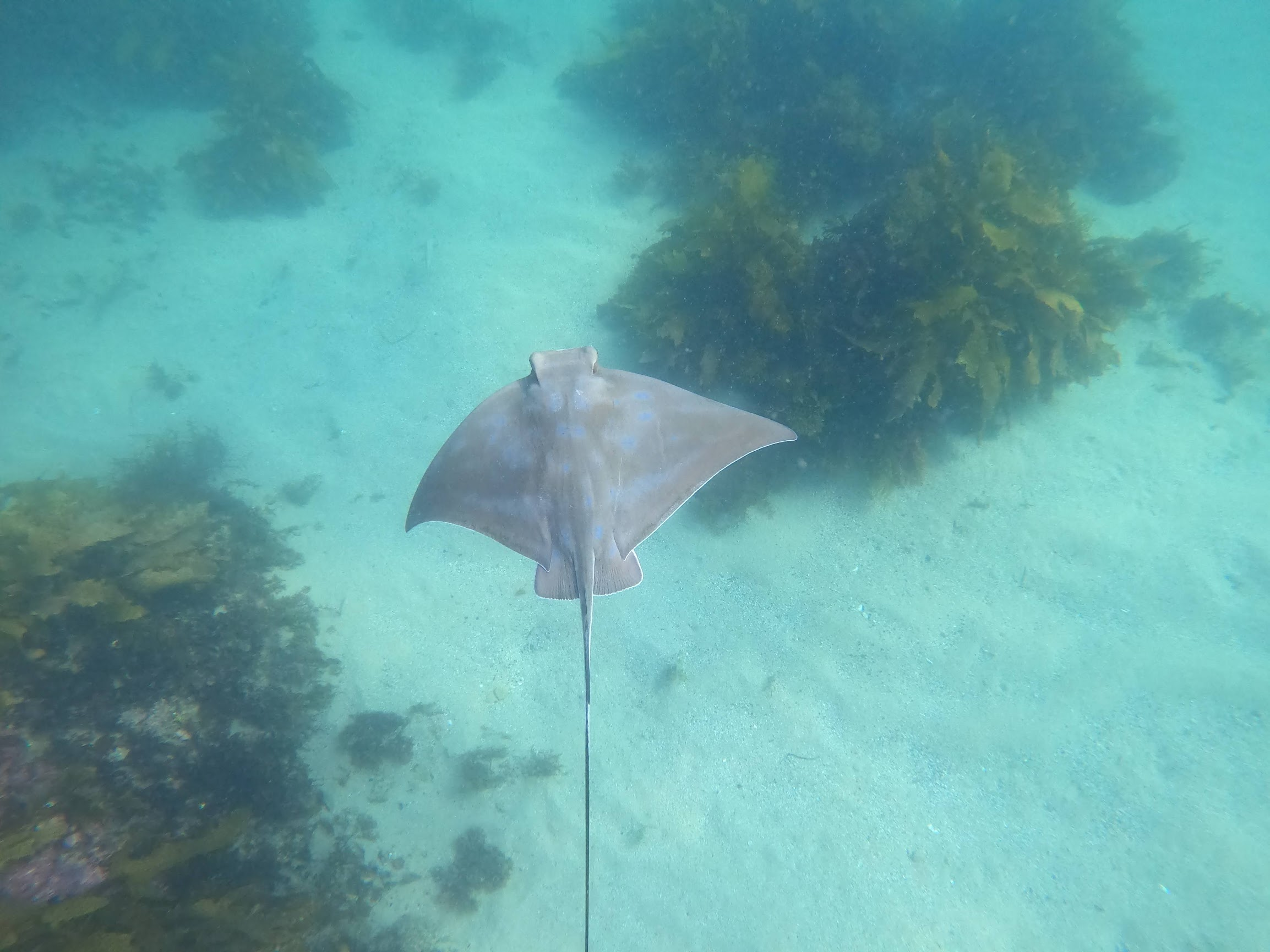
Rochenart Myliobatis tenuicaudatus